# Port lotniczy Naval Air Station Bermuda Annex
Port lotniczy Naval Air Station Bermuda Annex – trzeci co do wielkości port lotniczy Bermudów, zlokalizowany na przylądku Morgan’s Point. Obecnie jest nieczynny.